# Anisophyllea reticulata
Espèce
Statut de conservation UICN

 VU D2 : Vulnérable
Anisophyllea reticulata est une espèce de plantes du genre Anisophyllea de la famille des Anisophylleaceae.